# NGC 1049
NGC 1049 je kuglasti skup u zviježđu Kemijskoj peći.

## Vanjske poveznice
- SEDS: NGC 1049